# Chữ số Mông Cổ

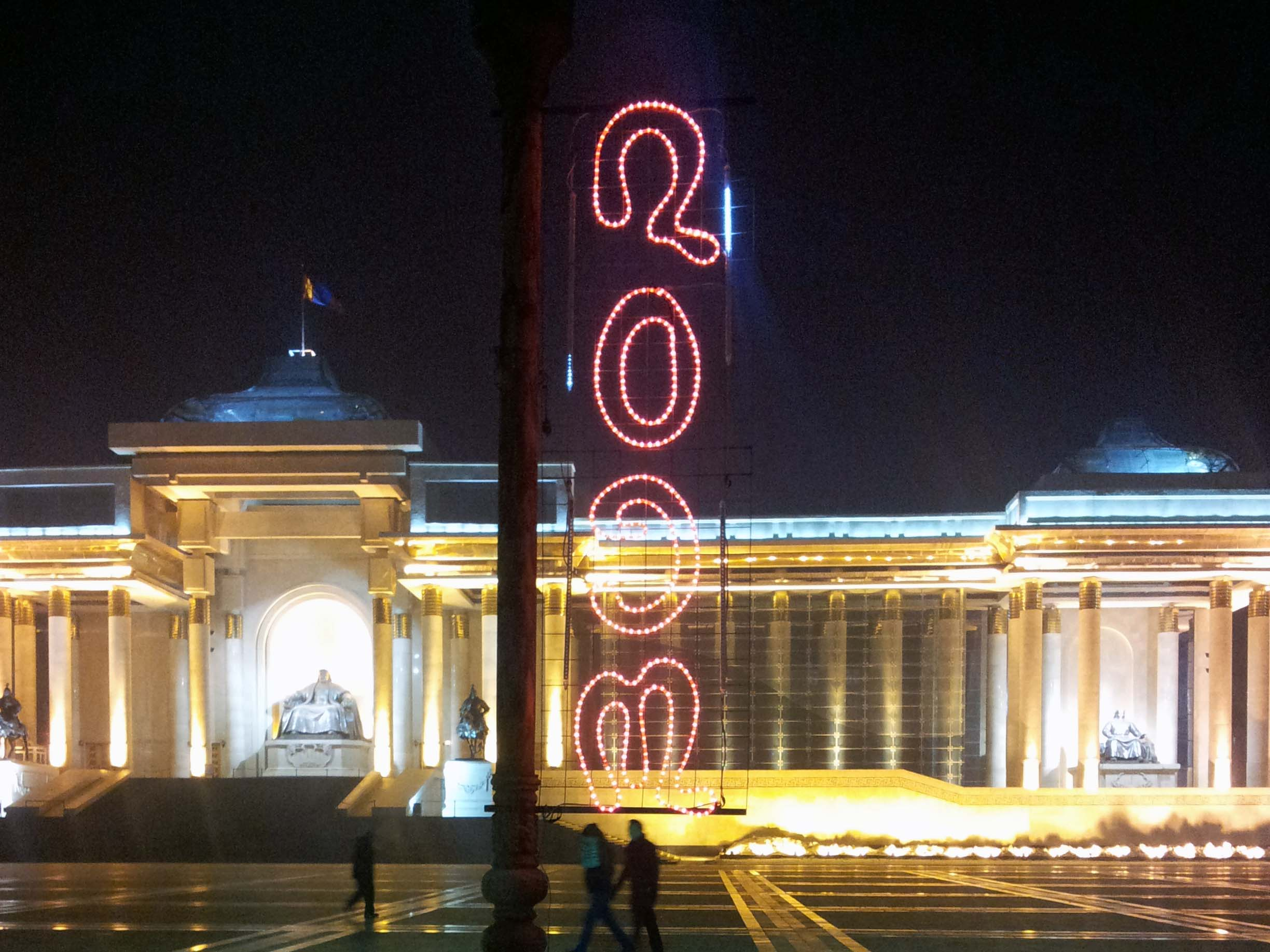
Chữ số ghi "2013" tại Ulaanbaatar

Chữ số Mông Cổ là chữ số phát triển từ chữ số Tibet và được dùng trong chữ Mông Cổ và chữ Clear.:28 hiện nay chữ số vẫn được dùng trong tiền giấy tögrög.
Nguồn gốc tham khảo chính của tham khảo là những tác phẩm toán và triết học của Janjkhutugtu A.Rolbiidorj (1717-1766) và D.Injinaash (1704-1788). Rolbiidorj viết những chữ số lên đến 1066 , ông gọi số cuối là "setgeshgui" hoặc "không thể tưởng tượng được", nói đến khái niệm vô tận. Tác phẩm của Injinaash có những chữ số lên đến 1059. Trong 2 học giả này, chữ số của Rolbiidorj, tên của họ và sắp xếp được chấp nhận thông thường và hiện nay được dùng, ví dụ trong các tính toán và văn bản liên quan đến ngân sách Chính phủ Mông Cổ.

## Số cơ bản
Các số từ 1 đến 9 được gọi là "dan", nghĩa là "đơn giản".
| # | Chữ số Mông Cổ | Chữ số Tibet |
| - | -------------- | ------------ |
| 0 | ᠐              | ༠            |
| 1 | ᠑              | ༡            |
| 2 | ᠒              | ༢            |
| 3 | ᠓              | ༣            |
| 4 | ᠔              | ༤            |
| 5 | ᠕              | ༥            |
| 6 | ᠖              | ༦            |
| 7 | ᠗              | ༧            |
| 8 | ᠘              | ༨            |
| 9 | ᠙              | ༩            |

## Số thực tăng dần
| Số   | Tên trong tiếng Mông Cổ | Chuyển chữ              |
| ---- | ----------------------- | ----------------------- |
| 10   | Аравт                   | Aravt (mười)            |
| 102  | Зуут                    | Dzuut (trăm)            |
| 103  | Мянгат                  | Myangat (nghìn)         |
| 104  | Түмт                    | Tümt                    |
| 105  | Бумт                    | Bumt                    |
| 106  | Саят                    | Sayat (triệu)           |
| 107  | Живаа                   | Jivaa                   |
| 108  | Дүнчүүр                 | Dünchüür                |
| 109  | Тэрбум                  | Terbum (tỷ)             |
| 10   | Их тэрбум               | Ikh terbum              |
| 1011 | Наяд                    | Nayad                   |
| 1012 | Их наяд                 | Ikh nayad               |
| 1013 | Маш дэлгэрмэл           | Mash delgermel          |
| 1014 | Их маш дэлгэрмэл        | Ikh mash delgermel      |
| 1015 | Тунамал                 | Tunamal                 |
| 1016 | Их тунамал              | Ikh tunamal             |
| 1017 | Ингүүмэл                | Ingüümel                |
| 1018 | Их ингүүмэл             | Ikh ingüümel            |
| 1019 | Хямралгүй               | Khyamralgüi             |
| 1020 | Их хямралгүй            | Ikh Khyamralgüi         |
| 1021 | Ялгаруулагч             | Yalgaruulagch           |
| 1022 | Их ялгаруулагч          | Ikh yalgaruulagch       |
| 1023 | Өөр дээр                | Öör deer                |
| 1024 | Их өөр дээр             | Ikh öör deer            |
| 1025 | Хөөн удирдагч           | Khöön udirdagch         |
| 1026 | Их хөөн удирдагч        | Ikh khöön udirdagch     |
| 1027 | Хязгаар үзэгдэл         | Khyadzgaar üdzegdel     |
| 1028 | Их хязгаар үзэгдэл      | Ikh khyadzgaar üdzegel  |
| 1029 | Шалтгааны зүйл          | Shaltgaany dzüyl        |
| 1030 | Их шалтгааны зүйл       | Ikh shaltgaany dzüyl    |
| 1031 | Үзэсгэлэн гэрэлт        | Üdzesgelen gerelt       |
| 1032 | Их үзэсгэлэн гэрэлт     | Ikh üdzesgelen gerelt   |
| 1033 | Эрхт                    | Erkht                   |
| 1034 | Их эрхт                 | Ikh Erkht               |
| 1035 | Сайтар хүргэсэн         | Saytar khürgesen        |
| 1036 | Их сайтар хүргэсэн      | Ikh saytar khürgesen    |
| 1037 | Олон одох               | Olon odokh              |
| 1038 | Их олон одох            | Ikh olon odokh          |
| 1039 | Живэх тоосон билэг      | Jivekh tooson bileg     |
| 1040 | Их живэх тоосон билэг   | Ikh jivekh tooson bileg |
| 1041 | Билэг тэмдэг            | Bilet temdeg            |
| 1042 | Их билэг тэмдэг         | Ikh bilet temdeg        |
| 1043 | Хүчин нөхөр             | Khüchin nökhör          |
| 1044 | Их хүчин нөхөр          | Ikh khüchin nökhör      |
| 1045 | Тохио мэдэхүй           | Tokhio medekhüi         |
| 1046 | Их тохио мэдэхүй        | Ikh tokhio medekhüi     |
| 1047 | Тийн болсон             | Tiin bolson             |
| 1048 | Их тийн болсон          | Ikh tiin bolson         |
| 1049 | Хүчин нүд               | Khüchin nud             |
| 1050 | Их хүчин нүд            | Ikh khüchin nüd         |
| 1051 | Асрахуй                 | Asrakhüi                |
| 1052 | Их асрахуй              | Ikh asrakhüi            |
| 1053 | Нигүүлсэнгүй            | Nigüülsengüi            |
| 1054 | Их нигүүлсэнгүй         | Ikh nigüülsengüi        |
| 1055 | Баясгалангуй            | Bayasgalangüi           |
| 1056 | Их баясгалангуй         | Ikh bayasgalangüi       |
| 1057 | Тоолшгүй                | Toolshgüi               |
| 1058 | Хэмжээлшгүй             | Khemjeelshgüi           |
| 1059 | Цаглашгүй               | Tsaglashgüi             |
| 1060 | Өгүүлшгүй               | Ögüülshgüi              |
| 1061 | Хэрэглэшгүй             | Kheregleshgüi           |
| 1062 | Үйлдэж дуусашгүй        | Üildej duusashgüi       |
| 1063 | Үлэшгүй                 | Üleshgüi                |
| 1064 | Хирлэшгүй               | Khirleshgüi             |
| 1065 | Үлэж дуусашгүй          | Ülej duusashgüi         |
| 1066 | Сэтгэшгүй               | Setgeshgüi              |